# Daniel Van Ryckeghem
Daniel Van Ryckeghem (également écrit Van Rijckeghem), né le 29 mai 1945 à Meulebeke et mort le 26 mai 2008 dans la même ville, est un coureur cycliste belge, professionnel de 1966 à 1973.

## Palmarès
- 1966
  - 3e étape du Tour du Nord
  - 2e du Championnat des Flandres
  - 3e du Grand Prix d'Isbergues
- 1967
  - Kuurne-Bruxelles-Kuurne
  - À travers la Belgique
  - 2eb étape du Tour de Belgique (contre-la-montre par équipes)
  - Grand Prix de Francfort
  - Bruxelles-Ingooigem
  - 1re étape du Tour de Suisse
  - 1re étape des Deux Jours de Bertrix
  - 2e, 5e et 8e étapes du Tour de Catalogne
  - Ruddervoorde Koerse
  - 3e de Bruxelles-Biévène
  - 3e de Bruxelles-Meulebeke
  - 3e des Deux Jours de Bertrix
  - 3e du Circuit du Houtland
  - 3e du Circuit des monts du sud-ouest
  - 10e du Tour de Suisse
  - 10e de Paris-Luxembourg
- 1968
  - Circuit du Sud-Ouest (Omloop van het Zuidwesten)
  - 1re étape des Quatre Jours de Dunkerque
  - 3e et 9e étapes du Tour de Suisse
  - 3ea (contre-la-montre par équipes), 8e et 11e étapes du Tour de France
  - 2e de Kuurne-Bruxelles-Kuurne
  - 3e du Circuit des régions flamandes
  - 3e de l'Amstel Gold Race
  - 3e de Bruxelles-Meulebeke
  - 4e du Tour des Flandres
  - 5e de Paris-Tours
  - 7e des Quatre Jours de Dunkerque
  - 9e du Rund um den Henninger Turm
- 1969
  - Circuit de Flandre orientale
  - 5e étape du Tour du Nord
  - Circuit des frontières
  - 2e du Circuit Het Volk
  - 2e du Grand Prix de Denain
  - 3e du Circuit de la région linière
  - 10e de Milan-San Remo
- 1970
  - Circuit des onze villes
  - Grand Prix E3
  - À travers la Belgique
  - 1re étape du Critérium du Dauphiné libéré
  - Prix national de clôture
  - 2e du Circuit du Houtland
  - 3e de Kuurne-Bruxelles-Kuurne
  - 3e du Circuit du Pays de Waes
  - 7e du Rund um den Henninger Turm
  - 9e du Tour des Flandres
- 1971
  - Grand Prix d'Isbergues
  - 3e du Circuit du Port de Dunkerque
  - 3e du Circuit de la région linière
  - 9e du Tour de la Nouvelle-France
- 1972
  - 3e de l'Étoile de Bessèges
- 1973
  - 3e du Grand Prix Raf Jonckheere

## Résultats sur le Tour de France
3 participations 
- 1968 : 46e, vainqueur des 3ea (contre-la-montre par équipes), 8e et 11e étapes
- 1970 : 67e
- 1972 : abandon (7e étape)